# Gaya mutisiana
Gaya mutisiana es una especie de maleza de la familia de las malváceas endémica del Valle del Cauca.

## Descubrimiento

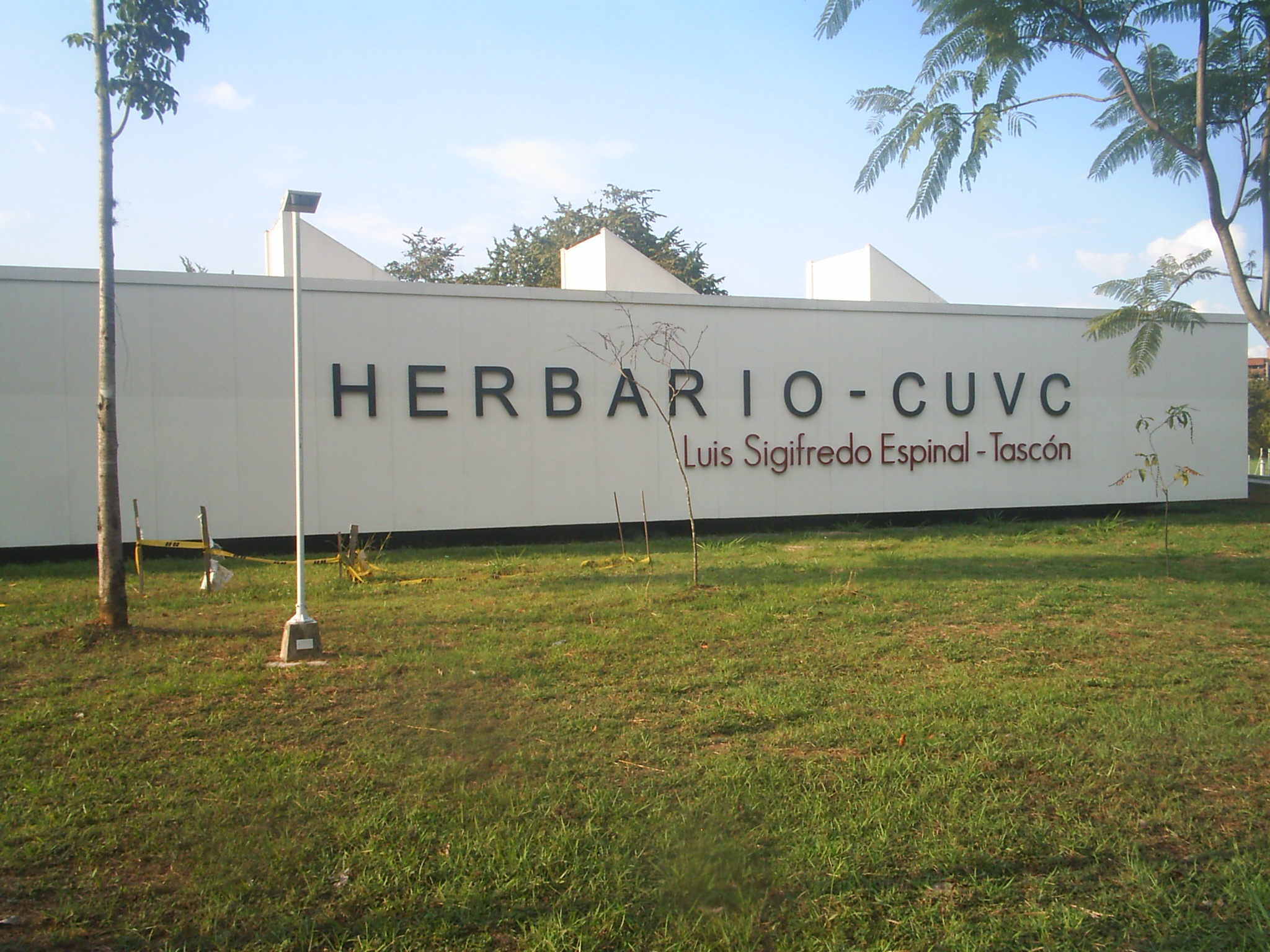
Herbario Luis Sigifredo Espinal Tascón

G. mutisiana fue descubierta para la ciencia en predios de la Universidad del Valle, en Santiago de Cali, por el profesor de esta institución, Phillip Arthur Silverstone-Sopkin, mientras recorría los terrenos que serían destinados para construir el herbario de la institución, el Herbario Luis Sigifredo Espinal Tascón.
El profesor reparó en un espécimen de maleza que no era muy común, un arbusto no muy llamativo, con metro y medio de altura como máximo, flores amarillas y  frutos en forma de linterna que se pueden separar en segmentos, cada uno con una semilla.
Silverstone identificó la planta como perteneciente a la familia Malvaceae, por los estambres de esta, luego fue el biólogo argentino Antonio Krapovickas, quien comprobó que la planta era un nuevo descubrimiento para la ciencia, bautizándola como Gaya mutisiana en honor de Claudio Gay y José Celestino Mutis.

## Distribución
G. mutisiana es altamente endémica, además de los lindes de la Universidad del Valle, donde se encontró el primer ejemplar ya desaparecido, se han hallado ejemplares en Mulaló, la carretera a Yumbo, el corregimiento de Media Canoa y algunos barrios de la ciudad de Cali.

## Descripción
G. mutisiana es un arbusto de 15 dm de altura, con hojas opacas de haz verde-oscuro y envés verde-claro, con nervaduras blanquecinas en la parte basal. Sépalos con bordes ferruginosos, presenta flores amarillas y frutos en forma de linterna, los cuales pueden ser separados en segmentos de una semilla, en estado inmaduro son de color verde amarillento.